# Les Américains
Les Américains (em inglês: The Americans) é uma obra fotográfica de Robert Frank (1924-2019), uma grande influência na fotografia americana do pós-guerra.
Foi publicado pela primeira vez na França e em francês por Robert Delpire em 1958 e no ano seguinte nos Estados Unidos. As fotografias são notáveis por sua distância das classes alta e baixa da sociedade americana. O livro cria um retrato complicado do período que foi visto como cético em relação aos valores contemporâneos e evocativo sobre a solidão generalizada.
"Frank, com sua bolsa de estudos Guggenheim, está fazendo algo inovador e livre de ditames comerciais [e fazendo] o que é agora um clássico do livro fotográfico no espírito iconoclasta do Beat Generation".
O livro reúne 83 fotos das 23.000 que Frank tirou durante sua jornada de um ano e meio pelos Estados Unidos. No filme Robert Frank - L'Amérique dans le viseur, que Laura Israel dedicou a ele em 2013, ele diz: "Quando olho as 83 fotos que escolhi para o livro, digo a mim mesma que capturei o filme. gasolina. "